# Julian Brimmers
Julian Brimmers (* 1986 in der Region Niederrhein) ist ein deutscher Kulturjournalist und Filmemacher.

## Leben
Brimmers erwarb einen Masterabschluss in English Studies in Köln. Während des Studiums arbeitete er als Produktmanager für das Kölner Musiklabel Melting Pot Music. Außerdem übernahm er unter anderem für das britische Label Tru Thoughts Records Pressearbeiten. Ab 2007 betätigte er sich darüber hinaus als freier Journalist.
2011 wurde Brimmers von der Kölner Kreativagentur Yadastar als freier Redakteur und Autor engagiert. Die Agentur war vor allen Dingen für die Red Bull Music Academy tätig, für die er von 2014 bis 2018 in Vollzeit als Redakteur und Produzent das Red Bull Radio betreute. Im Rahmen dieser Tätigkeit produzierte er internationale Radioprogramme, moderierte Radiosendungen, führte weltweit Interviews und schrieb Texte für das hauseigene Magazin RBMA Daily.
Ab 2019 arbeitete er für Kickstarter Music. Im selben Jahr setzte er zusammen mit Benjamin Westermann den Dokumentarfilm We Almost Lost Bochum – Die Geschichte von RAG um, der die Geschichte und den Einfluss der deutschen Hip-Hop-Gruppe Ruhrpott AG beleuchtet. Die Premiere erfolgte im Herbst 2019 auf den Internationalen Hofer Filmtagen, der Kinostart im September 2020.
2020 erschien der erste deutschsprachige journalistische Spotify-Originals-Podcast Trauma Loveparade zum Unglück bei der Loveparade 2010 mit Brimmers als Host. Den Podcast erarbeitete er zusammen mit der Journalistin Viola Funk.
Die von ihm als freier Journalist mit den Schwerpunkten Popkultur und Zeitgeschehen verfassten Texte erschienen bisher unter anderem in Publikationen wie Spiegel Online, Bandcamp Daily, Spex, Jungle World, Paris Review, Die Zeit und The Creative Independent sowie bei der BBC. Brimmers ist außerdem als Übersetzer tätig.

## Filmografie
- 2020: We Almost Lost Bochum – Die Geschichte von RAG (Regie, Drehbuch)